# 天王寺谷達将
天王寺谷 達将（てんのうじや たつまさ、1985年 - ）は、日本の会計学者。学位は、博士（経営学）（神戸大学）。岡山大学学術研究院社会文化科学領域准教授。

## 学歴
- 2004年　甲南高等学校卒業[2]
- 2008年 神戸大学経営学部経営学科卒業
- 2010年 神戸大学大学院経営学研究科会計システム専攻博士課程前期課程修了
- 2013年 神戸大学大学院経営学研究科会計システム専攻博士課程後期課程修了[3][4]

## 職歴
- 2013/04 - 2016/03 広島経済大学経済学部経営学科助教
- 2016/04 - 2018/09 広島経済大学経済学部経営学科准教授
- 2018/10 - 2021/03 岡山大学大学院社会文化科学研究科講師
- 2021/04 - 現在 岡山大学学術研究院社会文化科学学域准教授[3][4]

## 著書
- 國部克彦, 天王寺谷達将, 中澤優介, 宰弘 (担当:共訳) (原著:ロバート・サイモンズ) 『7つの問い:戦略実行のエッセンス』2021 [3][4][5]
- 國部克彦, 大西靖, 東田明『1からの管理会計 』碩学舎,中央経済グループパブリッシング (発売) 2020 ISBN 9784502331213 [3][4][5]
- 國部克彦, 中嶌道靖, ワグナー,B, 東田明, 木村麻子, 天王寺谷達将, 岡田華奈, 北田皓嗣, 岡田斎, 篠原阿紀, 岡照二, 呉綺, 金宰弘, グェン・ティ・ビック・フェ, 西谷公孝, 謝江龍 (担当:共著, 範囲:MFCAとイノベーション、MFCAによる知識創造ー中小企業への導入事例からー、MFCAの実践への普及－MFCAフォーラムの活動分析ー)『マテリアルフローコスト会計の理論と実践』同文館出版 2018 ISBN 9784495207014 [3][4][5]

## 賞歴
- 2022/06 - 日本情報経営学会論文奨励賞(涌田宏昭賞) 天王寺谷達将・東田明・篠原阿紀(2020)「複数価値の併存:マテリアルフローコスト会計の銘刻に着目して」『日本情報経営学会誌』Vol. 40, No. 1/2, pp. 124-135.[3]
- 2018/08 - 日本管理会計学会奨励賞 天王寺谷達将(2018)「イノベーションと管理会計研究の今後の方向性:Robert Simonsの理論面での貢献の考察を足掛かりとして」『管理会計学』26(1): 43-60.[3]